# Emmanuel Van de Merghel
Emmanuel Van de Merghel (15. studenog 1909.) je bivši belgijski hokejaš na travi. 
Na hokejaškom turniru na Olimpijskim igrama 1936. u Berlinu je igrao za Belgiju. Belgija je ispala u 1. krugu. Osvojila je 3. mjesto u skupini "C". Nesretnim porazom od posljednje u skupini, Švicarske, koja je dotad ubilježila samo dva poraza, Belgija je ispala iz borbe za odličja, iako joj je i bod bio dovoljan. Odigrao je tri susreta na mjestu vratara.

## Vanjske poveznice
- Profil na Sports-Reference.com  Arhivirana inačica izvorne stranice od 15. prosinca 2012. (Wayback Machine)